# De grandes espérances (mini-série, 2011)
Pour les articles homonymes, voir Les Grandes Espérances (homonymie).
Pour plus de détails, voir Fiche technique et Distribution.
De grandes espérances (Great Expectations) est une mini-série britannique en trois épisodes de 55 minutes réalisée par Brian Kirk d'après le roman de Charles Dickens, Les Grandes Espérances (1860-61), et diffusée du 27 au 29 décembre 2011 sur BBC One.

## Fiche technique
- Titre original : Great Expectations
- Titre français : De grandes espérances
- Réalisation : Brian Kirk
- Pays :  Royaume-Uni
- Langue : anglais

## Distribution
- Douglas Booth (VF : Valéry Schatz) : Philip « Pip » Pirrip
- Ray Winstone (VF : Bernard Métraux) : Abel Magwitch, le forçat
- Gillian Anderson (VF : Céline Mauge) : Miss Havisham
- David Suchet (VF : Philippe Ariotti) : Jaggers, l'homme de loi
- Mark Addy (VF : Jacques Bouanich) : l'oncle Pumblechook
- Frances Barber : Mme Brandley
- Tom Burke : Bentley Drummle
- Shaun Dooley (VF : Thierry Kazazian) : Joe Gargery, le forgeron
- Vanessa Kirby (VF : Marie Tirmont) : Estella
- Harry Lloyd : Herbert Pocket
- Susan Lynch : Molly
- Paul Rhys : Compeyson/Denby
- Paul Ritter : John Wemmick
- Claire Rushbrook : Mme Joe
- Perdita Weeks : Clara
- Mary Roscoe : Hannah, servante de Miss Havisham
- Oscar Kennedy : Pip jeune
- Eros Vlahos (en) : Herbert Pocket jeune
- Izzy Meikle-Small (en) : Estella jeune
- Dave Legeno : Borrit

 Source et légende : version française (VF) sur RS Doublage et d'après le carton de doublage télévisé d'Arte.

## Accueil
La mini-série a été diffusée en France pour la première fois le 6 mars 2014 sur Arte. « Dotant ses personnages d'une aura maléfique à la limite du surnaturel, la fiction tire la fable sociale vers le conte fantastique. ».

## Autour de la série
- Le roman de Dickens a été adapté à de nombreuses reprises au cinéma et à la télévision, notamment par Mike Newell en 2012 sous le titre De grandes espérances.